# Repunit
În matematica recreativă, un repunit este un număr care conține doar cifra 1. Termenul repunit înseamnă unitate repetată și a fost inventat în 1966 de Albert H. Beiler în cartea sa Recreations in the Theory of Numbers. Numărul repunit este un tip mai specific de repdigit.
Primele numere repunite sunt:
1, 11, 111, 1111, 11111, 111111, ... 
Numerele repunite care sunt și numere prime se numesc prime repunite. Următoarea listă arată numărul de cifre de 1 al celor 9 prime repunite cunoscute:
2, 19, 23, 317, 1031, 49081, 86453, 109297, 270343 
Numerele prime care sunt și numere repunite în baza 2 sunt numere prime Mersenne.